# Герб Кицмани
Герб Кицмани — герб города Кицмань, районного центра Черновицкой области Украины. Утвержден 31 января 2002 года решением городского совета XXIII созыва. Автор - О.Олийник.

## Описание
Щит разделен на зеленый и лазурное поля; в центре серебряный конь, вставший на дыбы. В верхнем левом углу - серебряная бочка, пробита серебряным полумесяцем. Щит обрамлен декоративным картушем с датой 1413 и увенчан серебряной короной с тремя башенками. В отделке картуша - буковые листья и красный цветок руты (рододендрона).

## Символика
Конь является символом трудолюбия, он использовался на древнем гербе города. Бочка с полумесяцем указывает на легенду о женщине Кицу, которая утопила турецкого воина в бочке. Лазурь означает богатые водные ресурсы, а зеленый - щедрую растительность.

## История
Герб города был утвержден во время румынской оккупации края в 1934 году.
На щите изображены две зеленых ели в серебряном поле, внизу в красном поле - серебряная лошадиная голова. Щит увенчан серебряной короной с тремя башенками.